# Seznam měst na Fidži
Toto je Seznam měst a sídel na Fidži.
Největší aglomerací na Fidži je souměstí Suva, Lami, Nasinu a Nausori, kde 16. září 2007 žilo dohromady 327 971 obyvatel, což představuje asi 30% obyvatelstva celé země.
V následující tabulce jsou uvedena sídla nad 200 obyvatel, podle výsledků sčítání obyvatelstva z 31. srpna 1986, 31. srpna 1996 a 16. září 2007, a odhady počtu obyvatel k 1. lednu 2005, správní jednotky (obvody), do nichž sídla náleží. Ostrov Rotuma má zvláštní status a nepatří do žádného obvodu. Počet obyvatel se vztahuje na sídlo včetně předměstí v jeho správním obvodu. Sídla jsou seřazena podle velikosti podle sčítání v roce 2007.
| Města na Fidži |           |                     |                     |                     |                  |
| Pořadí         | Město     | Počet obyvatel      | Počet obyvatel      | Počet obyvatel      | Správní jednotka |
| Pořadí         | Město     | sčítání v roce 1986 | sčítání v roce 1996 | sčítání v roce 2007 | Správní jednotka |
| 1.             | Suva¹     | 141 273             | 167 975             | 172 392             | Střed            |
| 2.             | Nasinu    | -                   | -                   | 87 446              | Střed            |
| 3.             | Lautoka   | 39 057              | 43 274              | 52 220              | Západ            |
| 4.             | Nausori   | 13 982              | 21 617              | 47 604              | Střed            |
| 5.             | Nadi      | 15 220              | 30 884              | 42 284              | Západ            |
| 6.             | Labasa    | 16 537              | 24 095              | 27 949              | Sever            |
| 7.             | Lami      | 16 707              | 18 928              | 20 529              | Střed            |
| 8.             | Ba        | 10 260              | 14 716              | 18 526              | Západ            |
| 9.             | Sigatoka  | 4 730               | 7 862               | 9 622               | Západ            |
| 10.            | Savusavu  | 2 872               | 4 970               | 7 034               | Sever            |
| 11.            | Vatukoula | 4 789               | 7 079               | 5 558               | Západ            |
| 12.            | Navua     | 2 775               | 4 183               | 5 048               | Střed            |
| 13.            | Rakiraki  | 3 361               | 4 836               | 4 952               | Západ            |
| 14.            | Levuka    | 2 895               | 3 746               | 4 397               | Východ           |
| 15.            | Tavua     | 2 227               | 2 419               | 2 388               | Západ            |
| 16.            | Deuba     | n/a                 | 1 607               | 1 819               | Střed            |
| 17.            | Ahau      | n/a                 | n/a                 | 1 500²              | Rotuma           |
| 18.            | Motusa    | n/a                 | n/a                 | 851²                | Rotuma           |
| 19.            | Seaqaqa   | n/a                 | 394                 | 816                 | Sever            |
| 20.            | Nabouwalu | n/a                 | 592                 | 592                 | Sever            |
| 21.            | Tubou     | n/a                 | n/a                 | 578²                | Východ           |
| 22.            | Korokade  | n/a                 | n/a                 | 504²                | Sever            |
| 23.            | Namosi    | n/a                 | n/a                 | 350²                | Střed            |
| 24.            | Korovou   | 340                 | 318                 | 349                 | Střed            |
| 25.            | Vunisea   | n/a                 | n/a                 | 253²                | Východ           |
| 26.            | Malhaha   | n/a                 | n/a                 | 235²                | Východ           |

¹) Včetně příměstských oblastí, vlastní město mělo v roce 1996 77 366 a v roce 2007 85 691 obyvatel
²) Odhad v roce 2005
Sídla se statutem města vyznačena tučným písmem